# جيمس دونالد كاميرون
جيمس دونالد كاميرون (بالإنجليزية: James Donald Cameron)‏ (ويعرف باسم ج. دونالد كاميرون؛ ولد 14 مايو 1833 – ولد 30 أغسطس 1918) هو سياسي أمريكي من ولاية بنسلفانيا، كان وزيرالحرب في عهد الرئيس يوليسيس غرانت وكان عضوا في مجلس الشيوخ الأمريكي لما يقرب من عشرين عاما. كان كاميرون جزءًا من عملية إعادة تشكيل مجلس الوزراء من قبل الرئيس جرانت في مايو 1876، حيث تم تعيينه لفترة وجيزة خلفا للوزير ألفونسو تافت، الذي عينه جرانت ليكون النائب العام للبلاد. وكان الوزير السابق ويليام وورث بيلناب قد استقال من منصبه وتمت مقاضاته من قبل مجلس النواب لتلقيه عمولات من الوكالات التجارية، وتمت محاكمته في مجلس الشيوخ قبل تبرئته. كان السكرتير كاميرون أحد أبين وابنين شغلوا منصب وزير الحرب. والده هو الوزير سايمون كاميرون الذي خدم في عهد الرئيس أبراهام لينكون.  أما الأب والابن الآخرين فكانا الوزير ألفونسو تافت وابنه وليام هوارد تافت.  شهد جيش الولايات المتحدة كاميرون خلال فترة ولايته تحديًا في حرب السيو الكبرى وتهديد الجنوب بالانفصال من جديد بعد الانتخابات المثيرة للجدل التي فاز بها الرئيس رذرفورد هايز الذي أنهى عصر إعادة الإعمار. أثبت كاميرون أنه إداري نشط وساهم تعيينه كوزير للحرب في إطلاق مسيرته السياسية الطويلة في مجلس الشيوخ.
تربى كاميرون وتلقى تعليمه بالقرب من هاريسبرج عاصمة ولاية بنسلفانيا. تخرج من كلية برينستون وعمل بعدها في المجال المصرفي وصناعات السكك الحديدية. تم تعيين كاميرون وزيرا للحرب من قبل الرئيس يوليسيس غرانت في مايو 1876 حتى مارس 1877. خرج من حكومة جرانت وتم انتخابه سيناتور من قبل مجلس بنسلفانيا التشريعي، والذي كان تحت سيطرة أبيه السيناتور سايمون كاميرون. مثل كاميرون ولايته في مجلس الشيوخ من عام 1877 إلى 1897، وكان رئيسًا للجنتين بارزتين في المجلس. وفي عام 1890، دعم السيناتور كاميرون مشروع قانون الانتخابات الفيدرالية الذي فرض حق التصويت للسود في الجنوب. عمل كاميرون في العديد من الشركات الصناعية بعد تركه مجلس الشيوخ وحتى وفاته في عام 1918. وكان كاميرون آخر وزير حي في إدارة غرانت. أعجب العديدون بكاميرون لتأييده حقوق السود ومخالفته حزبه الجمهوري بهذا الخصوص. إلا أن مسيرة كاميرون لم تكن ذات أحداث مهمة في عشرين عاما قضاها داخل المجلس، حيث صوّت على أغلب قرارات الحزب.

## معرض صور

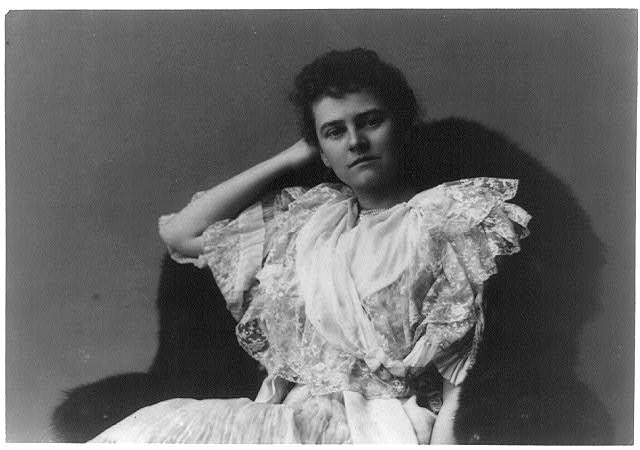
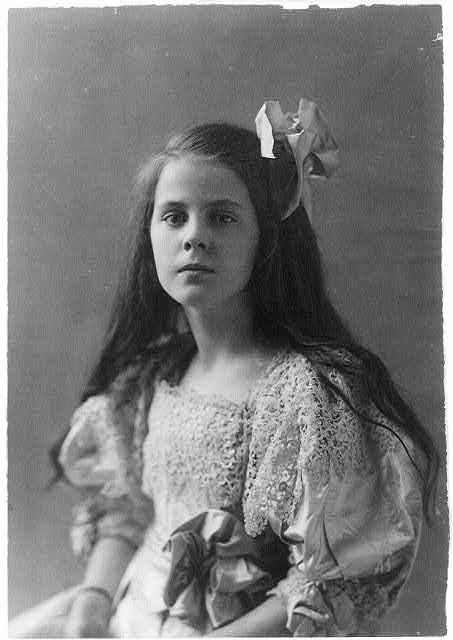
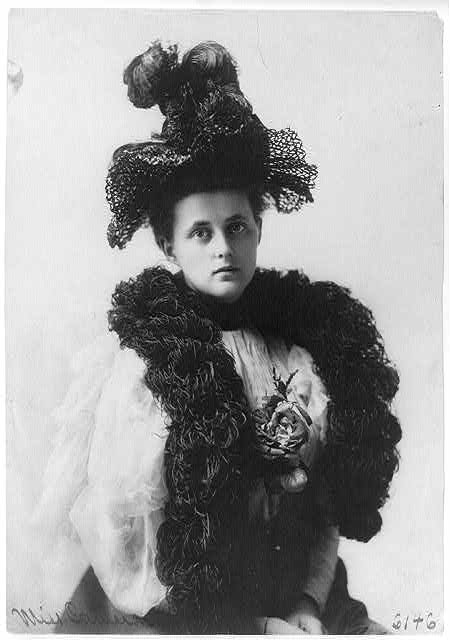